# Azerbaïdjan au Concours Eurovision de la chanson 2023
L'Azerbaïdjan est l'un des trente-sept pays participant au Concours Eurovision de la chanson 2023, qui se tient du 9 au 13 mai 2023 à Liverpool au Royaume-Uni. Le pays est représenté par le duo TuralTuranX, avec leur chanson Tell Me More, sélectionnés en interne par le diffuseur İTV. Le pays se classe 14e avec 4 points en demi-finale, ne parvenant pas à se qualifier pour la finale.

## Sélection
La sélection du représentant azéri et de sa chanson se fait en interne. Les artistes intéressés peuvent soumettre leurs compositions à İTV du 8 au 31 décembre 2022 à l'origine, puis la date-butoir est repoussée au 15 janvier 2023. Plus de 200 compositions sont reçues par le diffuseur. Une liste des cinq artistes retenus est révélée le 2 février 2023:
| - Azer Nasibov - Humay Aslanova and Amrah Musayev - Leyla Izzatova - Mamagama - TuralTuranX |

Ce sont finalement les jumeaux TuralTuranX qui sont sélectionnés. L'annonce en est faite le 9 mars 2023. Leur chanson, intitulée Tell Me More, est publiée le 13 mars 2023, et est la première chanson azérie pour l'Eurovision à avoir intégralement été produite en Azerbaïdjan depuis 2008,.

## À l'Eurovision
L'Azerbaïdjan participe à la seconde moitié de la première demi-finale, le mardi 9 mai. Y recevant 4 points, le pays se classe 14e et ne parvient pas à se qualifier en finale.